# 埃爾托爾圖格羅
埃爾托爾圖格羅（西班牙語：El Tortuguero），是尼加拉瓜的城鎮，位於該國東部，由南大西洋自治區負責管轄，始建於1996年5月27日，面積3,403平方公里，海拔高度20米，2005年人口22,324，人口密度每平方公里6.56人。
12°49′N 84°12′W / 12.817°N 84.200°W